# Strasserismus
Strasserismus (některými nazývaný také „levý nacismus“) je ideologie, která vychází z synkreze/syntézi nacistické národně-kulturní ideologie a socialismu s větší samosprávou pracujících z minimalizování protižidovské propagandy jen na židovské velkopodnikatele. Tyto myšlenky načrtl Otto Strasser ve svém spise Nationalsozialistische Brief, kde podporoval spolupráci s komunisty a Sovětským svazem a kritizoval vůdcovský princip Adolfa Hitlera.
Strasserismus měl podporu v levicové frakci bratrů Strasserových v NSDAP, v organizaci SA a v některých místních organizacích pracující fronty Německa (DAF).
Pro strasserismus neplatí tyto vlastnosti nacistické ideologie:[zdroj?]
- vláda s využitím některých prvků fašistické doktríny
- extrémní rasismus
- vůdcovský princip
- sociální darwinismus
- pozměněná koncepce Drang nach Osten (tažení na východ)
- zakládání akciových společností s přibližně 50 % akcí vlastněných státem
- podpora velko-podnikatelských akciových společností